# Rakovnicko-protivínská dráha

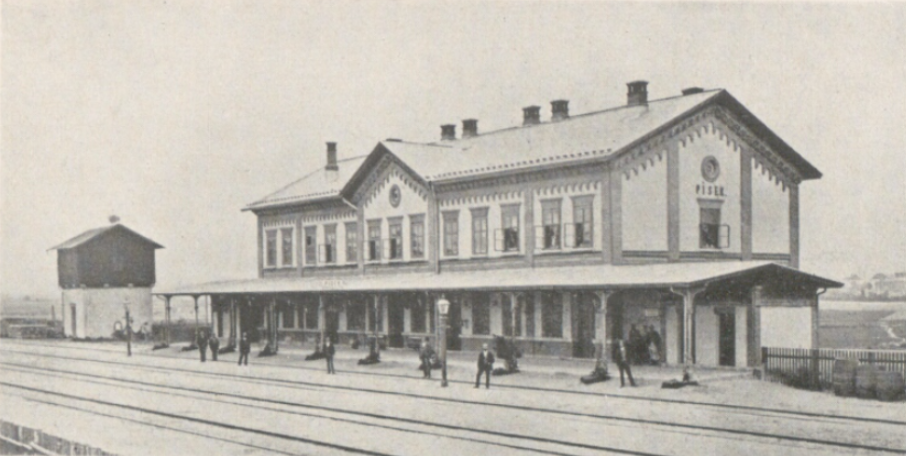
Železniční stanice RPD Písek krátce po dokončení roku 1875

Rakovnicko-protivínská dráha byla státní železniční společnost založená roku 1869, která vystavěla své tratě v úsecích z Protivína přes Písek, Příbram do Zdic (trať 200) a z Berouna do Rakovníka (trať 174).

## Historie

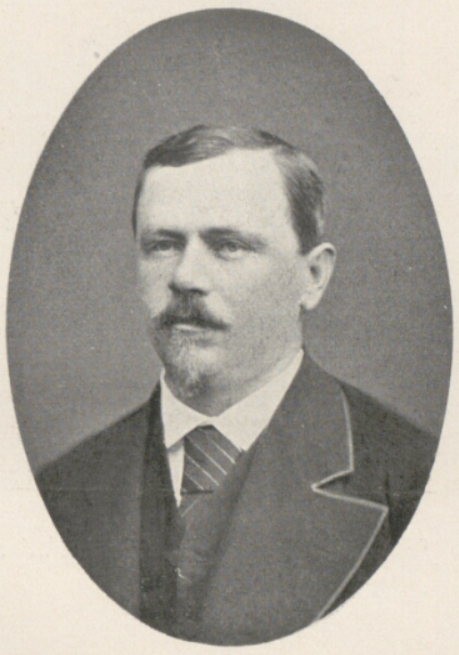
Jan Muzika, železniční inženýr, rodák z Březnice, ústřední postava RPD

Prvotní dopravní záměr dráhy si kladl za cíl propojit Sasko a Bavorsko přes severní, střední a jižní Čechy, nakonec tratě společnosti plnily spíše lokální účel. Do velké míry byla také stavba iniciována představiteli města Písek. Tomu se dráha Dráha císaře Františka Josefa (KFJB) z Českých Budějovic do Plzně vznikající roku 1868 dle stavebních plánů vyhýbala, železnice protínala nedaleké Ražice.
V roce 1869 dostala nově založená společnost, s podporou místních podnikatelů a šlechty, povolení k trasování prvních úseků trati ve středních Čechách. 16. května 1874 podepsal císař František Josef I. zákon, ve kterém se stát zavázal stavbu zafinancovat.
Klíčovou roli ve vyměření a výstavbě trati měl původem březnický stavitel a podnikatel Jan Muzika, jehož firma Jan Muzika a spol. zahájila v témže datu stavební práce. Trasa železnice vedla náročným terénem, i přes nepřízeň počasí pokračovaly práce, primárně se zapojením lokálních dělníků a řemeslníků, rychle kupředu. 14. prosince 1875 byly provedeny zatěžovací zkoušky všech železných železničních mostů přes Litavku, Vlčavu, Lomnici, Otavu a Blanici. Dne 20. prosince 1875 byl uveden do provozu 101 kilometrů dlouhý celý nový úsek trasy od nových nádražních budov v Protivíně a ve Zdicích, kde se napojila na kolejiště České západní dráhy (BWB) spojující Bavorsko, Plzeň a nádraží na Smíchově (Praha-Západní nádraží). Železniční úsek z Berouna přes Nižbor do Rakovníka byl potom zprovozněn 30. dubna 1876. Trasa vede kolem koryta Berounky a taktéž se vyznačovala mimořádnou technickou náročností.

## Provoz vlaků

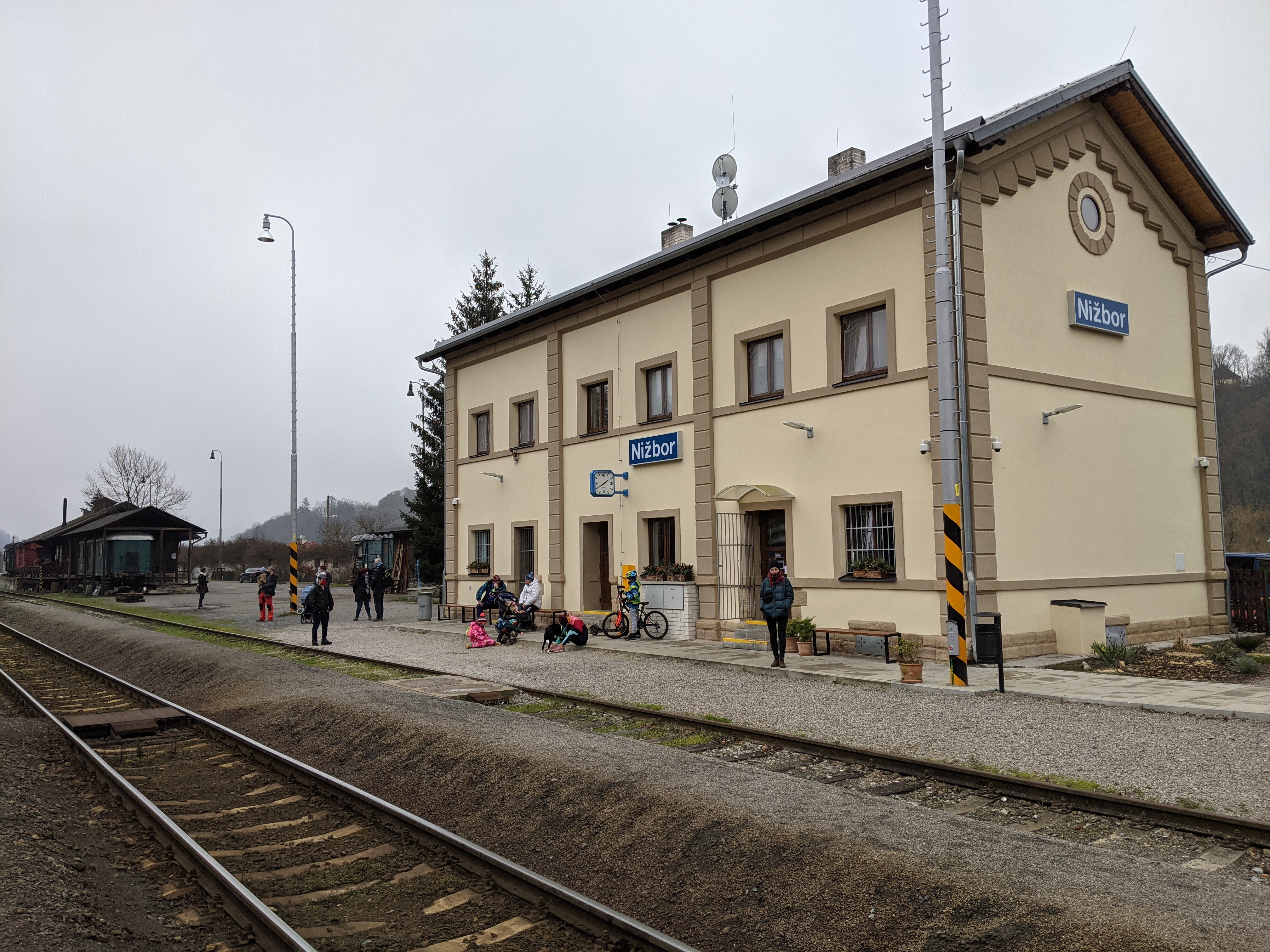
Rekonstruovaná budova stanice bývalé RPD v Nižboru

Železniční normálie použité při stavbě drážních budov rozměrem i stylem nápadně připomínají typizované budovy Rakouské společnosti státní dráhy navržené Wilhelmem von Flattichem.
Dráhu obsluhovalo postupně různé množství jiných železničních společností, (mj. také Ústecko-teplická dráha), od roku 1884 ji provozovaly c. k. Státní dráhy (kkStB). Po roce 1908 pak v rámci zestátňování soukromých společností v Rakousku-Uhersku trať spravovala a vlastnila kkStB. Po roce 1918 pak správu přebraly Československé státní dráhy.

## Galerie

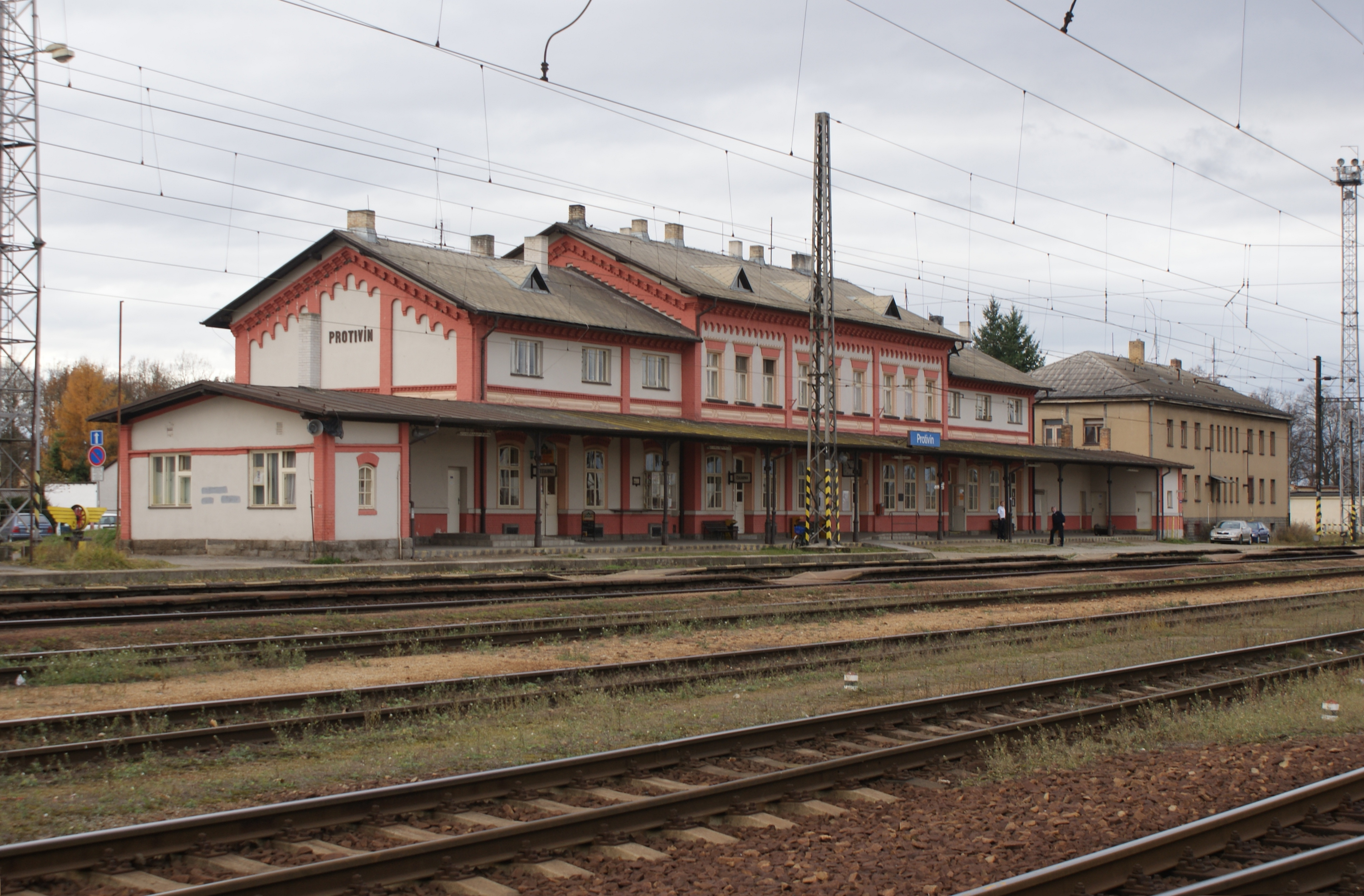
Nádražní architektura RPD (nádraží v Protivíně)
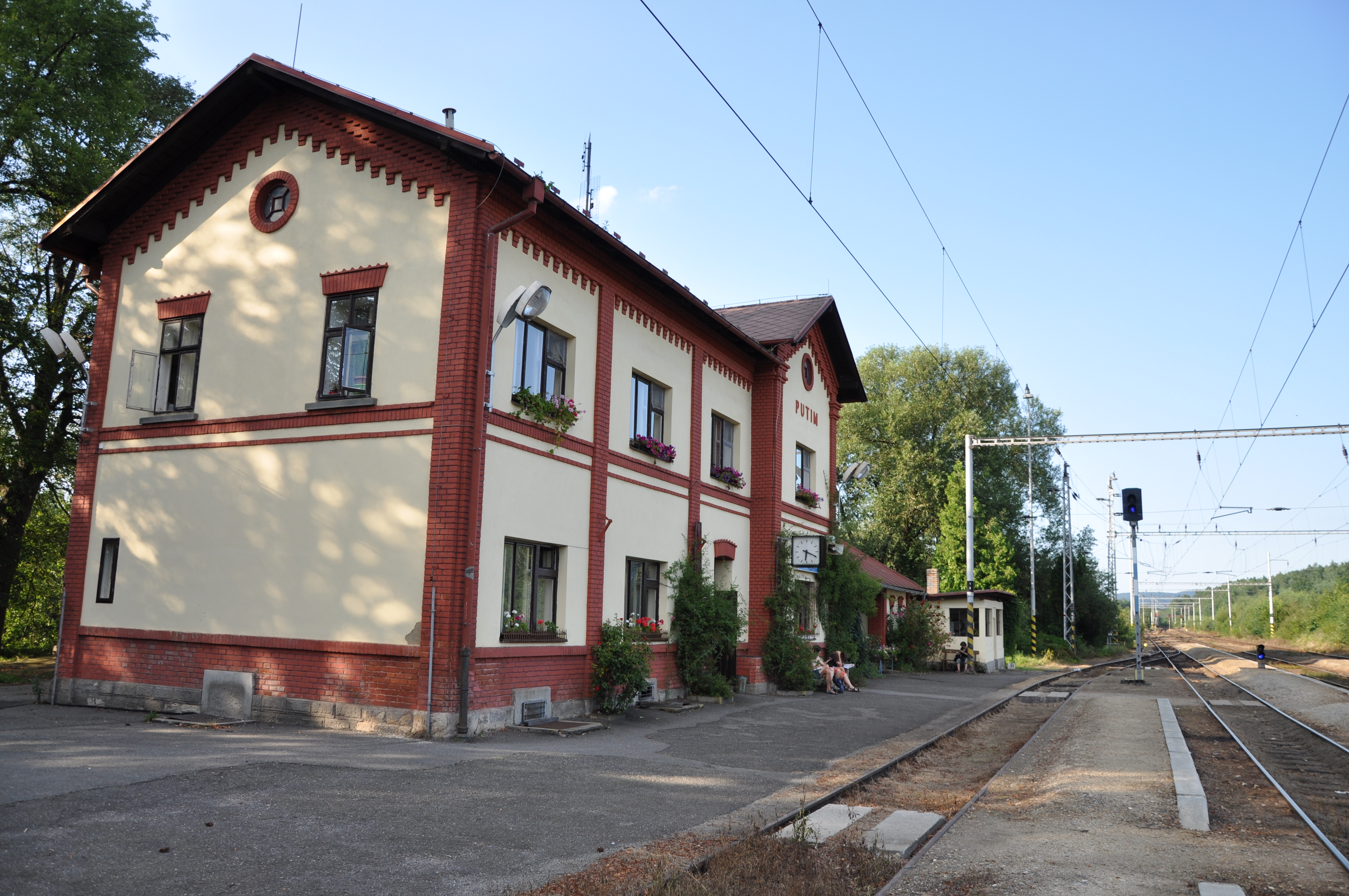
Stanice Putim
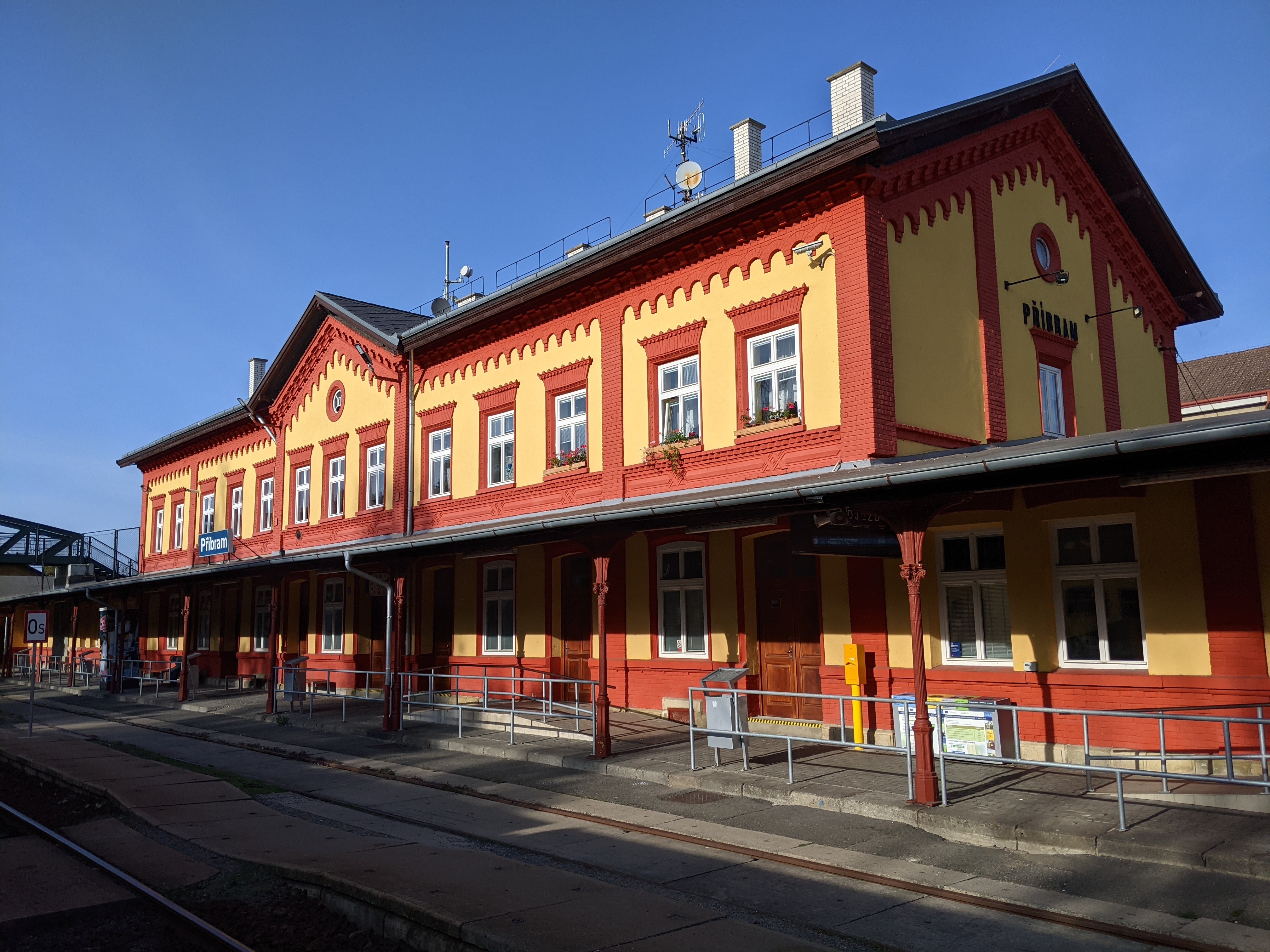
Stanice Příbram